# Pacto Internacional dos Direitos Econômicos, Sociais e Culturais

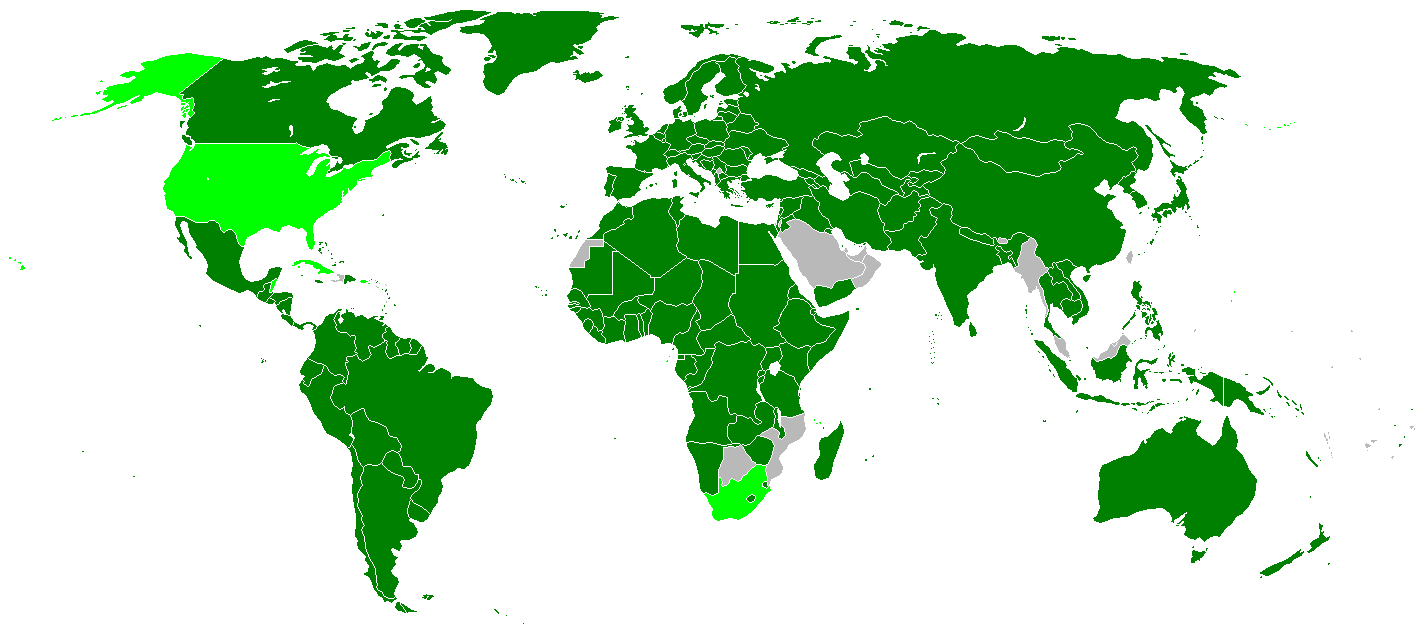
Membros e signatários do pacto:
Assinou e ratificou
Assinou, mas não ratificou
Não assinou nem ratificou

Pacto Internacional dos Direitos Econômicos, Sociais e Culturais (PIDESC) é um tratado multilateral adotado pela Assembleia Geral das Nações Unidas em 16 de dezembro de 1966 e em vigor desde 3 de janeiro de 1976. O acordo diz que seus membros devem trabalhar para a concessão de direitos econômicos, sociais e culturais (DESC) para pessoas físicas, incluindo os direitos de trabalho e o direito à saúde, além do direito à educação e a um padrão de vida adequado. Em 2013, o pacto tinha 160 membros e sete países, incluindo os Estados Unidos da América, haviam assinado, mas ainda não ratificaram o tratado.
O PIDESC é parte da Carta Internacional dos Direitos Humanos, juntamente com a Declaração Universal dos Direitos Humanos (DUDH) e o Pacto Internacional dos Direitos Civis e Políticos (PIDCP), incluindo o primeiro e o segundo protocolos opcionais deste último.
O acordo é monitorado pelo Comitê da ONU sobre os Direitos Econômicos, Sociais e Culturais.